# Město (román)
Město (1952, City) je vědeckofantastický román amerického spisovatele Clifforda D. Simaka. Dílo nevzniklo najednou, ale tvoří jej osm samostatně napsaných povídek vzniklých v letech 1944–1951 doplněné ve vydání z roku 1973 později napsaným epilogem. Proto je také dílo někdy nazývané povídkový román. Jde o Simakovo vrcholné dílo a o jeden z vrcholů světové science fiction vůbec. Román získal roku 1953 cenu International Fantasy Award.

## Vznik románu
Román je tvořen osmi povídkami (noveletami), předmluvou vydavatele, poznámkami ke každé povídce a epilogem. Jednotlivé povídky románu byly původně publikovány časopisecky v Astounding Science-Fiction kromě poslední osmé, která byla otištěna v časopisu Fantastic Adventures.
Povídky mají tato jména:
- Město (1944, City),
- Útočiště (1944, Huddling Place),
- Sčítání lidu (1944, Census),
- Dezertéři (1944, Desertion), jiný název povídky je Skokan.
- Ráj (1946, Paradise),
- Záliby (1946, Hobbies),
- Ezop (1947, Aesop),
- Jednoduchá metoda (1951, The Simple Way), jiný název povídky je Potíže s mravenci (The Trouble with Ants).[3]

Předmluva vydavatele (Editor's Preface) a poznámky k jednotlivým povídkám byly napsány pro knižní vydání románu v roce 1952. Roku 1973 vyšel v časopise Analog Science Fiction and Fact Epilog, který se stal součástí románu v jeho vydání z roku 1981.

## Obsah románu
V Předmluvě vydavatele a v poznámkách k jednotlivým příběhům se dovídáme, že kniha obsahuje kritické vydání starobylých psích legend, které mohou (ale také nemusí) pocházet od mytického Člověka, jehož existence je předmětem vědeckých sporů. Vydavatel upozorňuje, že příběhy obsahují mnoho nepochopitelných slov, jako je město, válka nebo zabíjení, a obsahují také zvláštní představu, že hvězdy jsou vzdálené obrovské světy, ke kterým by se dalo doletět.
Vlastní příběhy jsou vlastně kronikou rodiny Websterů, jejíž jednotlivá pokolení významně ovlivnila osud lidstva. Jako jejich kronikář prochází celým románem domácí robot rodiny Jenkins. Úvodní příběh Město popisuje, jak díky obrovskému technickému pokroku, který vyřešil na Zemi energetické problémy i problém výživy, je na zemi obrovské množství nevyužívané původně zemědělské půdy. Lidé začínají opouštět města, žít na svých vlastních pozemcích ve venkovských domech uprostřed prázdných lánů a ztrácí pocit sounáležitosti.
V příběhu Útočiště se dozvíme, že lidstvo zvládlo meziplanetární lety a navázalo kontakty s Marťany. Jeden z Websterů, který v mládí navštívil Mars, se stane skvělým odborníkem na marťanskou fyziologii. Během času však onemocněl stejně jako velké množství dalších agorafobií (chorobným strachem z volného prostoru). Proto odmítne opustit svůj dům, odletět znovu na Mars a operací mozku zachránit život svému marťanskému příteli a největšímu marťanskému mysliteli, který je pouhý krok od významného objevu, který by posunul lidstvo o tisíce let dopředu.
Povídka Sčítání lidu líčí, jak další z Websterů začne zdokonalovat schopnosti psů, aby převzali otěže civilizačního vývoje na Zemi, protože lidstvo postupně ztrácí sílu k dalšímu pokroku. Dále jsme svědky vniku tzv. lesních tuláků, tj. lidí, kteří odmítli civilizaci a vrátili se k svobodnému životu v lese. Jeden z nich jménem Joe, zřejmě mutant nadaný zvláštními schopnostmi, vytvoří kryté mraveniště s inteligentními mravenci.
Příběh Dezertéři se odehrává na Jupiteru, který se snaží lidé prozkoumat. Jsou přitom v konvertoru měněni na Skokany, což je nejvyšší joviánská rasa, a v jejich podobě dokáží snášet obrovský tlak Jupiterovy atmosféry. Žádný z průzkumníků se však nevrátí, až na jednoho, který se v povídce Ráj vrátí, aby všem vysvětlil, že přeměnou na Skokana, tedy na bytost, která již není lidská, dosáhnou v podstatě rajské blaženosti. Znamená to konec lidstva, protože téměř každý člověk chce odejít do jupiterského ráje.
V povídce Záliby je popsán život na Zemi poté, co většina lidí odešla na Jupiter. Na Zemi kromě malého množství lidí a mutantů, jako je Joe, zbyli roboti, kteří po ztrátě svých pánů zdivočeli. Po sedmi tisících let jsou pány na Zemi inteligentní Psi, kteří naslouchají skřítkům, tvorům z jiných paralelních světů, o kterých ví, že existují. Jon Webster chce celou planetu zanechat Psům, a tak se snaží zbytek lidské rasy uzamknout od světa v Ženevě, což se mu ale nepodařilo, protože jeho syna se svou malou skupinkou nadšenců pro luky a šípy opustili město, aby si hráli na jeskynní lidi. Sám Jon se nechá hibernovat.
V příběhu Ezop se Jenkins postará o to, aby Psi zapomněli, že člověk kdy existoval. V několika členech lidské rasy, kteří mezi nimi existují, nerozpoznávají člověka, ale nazývají tyto zvláštní tvory starým rodinným jménem Webster. Jenkins nakonec pošle všechna zbytky lidí do paralelního světa, aby svět Psů zbavil lidského násilí.
Poslední příběh Jednoduchá metoda popisuje problémy, které vznikly poté, co před dvanácti tisíci lety mutant Joe rozkopl kryt nad mraveništěm s inteligentními mravenci, které vytvořil. Nyní hrozí, že rychle se rozvíjející mravenci pohltí svou rychle stavěnou budovou celý svět. Jenkins ví, že lidé měli velmi jednoduchou metodu, jak se mravenců zbavit, a jde se na ní zeptat Jona Webstera do Ženevy. Probudí jej a ten mu sdělí, že mravence ničili pomocí otráveného sladkého sirupu. Jenkins ví, že toto řešení je pro psy nepřijatelné, takže je Země ztracena a stane se světem mravenců. Psi se přestěhují do jiného paralelního světa.
V po dvaceti letech napsaném Epilogu žije robot Jenkins v původním domu Websterových, který nedokáže opustit. Zemi ovládají mravenci, kteří jí téměř celou pokryli svou budovou. Ostatní roboti buďto začali mravencům pomáhat nebo odletěli do vesmíru. Pak se mravenčí budova začne rozpadat a Jenkins zjistí, že i mravenci zmizeli, že Země je nyní úplně prázdná. Nakonec odletí i Jenkins vesmírnou lodí robotů, kteří se pro něho stavili, když letěli kolem.

## Česká vydání
- Když ještě žili lidé, Orbis, Praha 1970, přeložil Václav Kajdoš, v tomto vydání se jmenuje první povídka Když ještě žili lidé, druhá Prostor soustředění a šestá Dlouhá chvíle.
- Město, Odeon, Praha 1992, ISBN 80-207-0337-3, přeložil Václav Kajdoš, druhé vydání románu doplněné o později dopsaný Epilog, znovu Laser, Plzeň 2013.